# Mika-Matti Paatelainen
Mika-Matti ("Mixu") Petteri Paatelainen (Helsinki, 3 februari 1967) is een voormalig profvoetballer uit Finland, die zijn actieve loopbaan als aanvaller in 2006 beëindigde bij de Schotse club Cowdenbeath FC. Hij is de oudste van drie broers, die allen betaald voetbal speelden. Hun vader Matti was ook een Fins voetbalinternational.

## Clubcarrière
Behalve in zijn vaderland speelde hij clubvoetbal in Frankrijk, Engeland en Schotland. Paatelainen werd in 1988 uitverkoren tot Fins voetballer van het jaar.
Paatelainen maakte zijn debuut voor FC Haka in het jaar 1985. Hij speelde 48 competitiewedstrijden voor die club en scoorde 18 keer. Tijdens zijn debuutjaar won Haka de Finse beker, de enige clubprijs die hij won met FC Haka.
In oktober 1987 contracteerde de Schotse Premier Division club Dundee United hem voor een bedrag van 100.000 pond. Paatelainen scoorde 33 keer in 133 wedstrijden voor United en was tweemaal clubtopscorer. In maart 1992 stapte hij over naar Aberdeen voor £ 400,000. Tijdens de drie seizoenen dat hij daar verbleef, maakte hij 23 doelpunten in 75 wedstrijden.
Paatelainen stapte in 1994 over naar de Engels club Bolton Wanderers. Het team promoveerde naar de Premier League in zijn eerste seizoen, waardoor Paatelainen de eerste Finse voetballer werd die uitkwam in de Premier League. Hij speelde een cruciale rol in de promotie en hielp Bolton in de play-offs aan de zege op Reading FC.
Paatelainen speelde twintig jaar betaald voetbal, voor negen verschillende clubs in vier landen. Het grootste deel van zijn carrière bracht hij door in de Schotse competitie, voor Dundee United, Aberdeen, Hibernian, St. Johnstone en St. Mirren. Als speler van de Engelse club Bolton Wanderers was Paatelainen de eerste Fin ooit die uitkwam in de Premier League.

## Interlandcarrière
Paatelainen kwam in totaal zeventig keer (achttien doelpunten) uit voor de nationale ploeg van Finland in de periode 1986–2000. Hij maakte zijn debuut onder leiding van bondscoach Martti Kuusela op 9 september 1986 in de vriendschappelijke thuiswedstrijd tegen Oost-Duitsland (1-0) in Lappeenranta, net als Miika Juntunen (Örgryte IS) en Tommi Paavola (TPS Turku). Hoewel Oost-Duitsland aantrad met de olympische selectie geldt de wedstrijd als een officiële A-interland voor Finland. Paatelainen moest in dat duel na 84 minuten plaatsmaken voor Petri Sulonen (PPT Pori).
| Interlands van Mika-Matti Paatelainen voor Finland | Interlands van Mika-Matti Paatelainen voor Finland | Interlands van Mika-Matti Paatelainen voor Finland | Interlands van Mika-Matti Paatelainen voor Finland | Interlands van Mika-Matti Paatelainen voor Finland | Interlands van Mika-Matti Paatelainen voor Finland |
| №                                                  | Datum                                              | Wedstrijd                                          | Uitslag                                            | Competitie                                         | Goals                                              |
| Als speler van Valkeakosken Haka                   | Als speler van Valkeakosken Haka                   | Als speler van Valkeakosken Haka                   | Als speler van Valkeakosken Haka                   | Als speler van Valkeakosken Haka                   | Als speler van Valkeakosken Haka                   |
| -------------------------------------------------- | -------------------------------------------------- | -------------------------------------------------- | -------------------------------------------------- | -------------------------------------------------- | -------------------------------------------------- |
| 1                                                  | 9 september 1986                                   | Finland – Duitse Democratische Republiek           | 1 – 0                                              | Oefeninterland                                     |                                                    |
| 2                                                  | 14 oktober 1986                                    | Finland – België                                   | 0 – 2                                              | OS-kwalificatie                                    |                                                    |
| 3                                                  | 12 mei 1987                                        | Finland – Oostenrijk                               | 2 – 1                                              | OS-kwalificatie                                    |                                                    |
| 4                                                  | 10 juni 1987                                       | Finland – Tsjechië                                 | 0 – 2                                              | OS-kwalificatie                                    |                                                    |
| 5                                                  | 2 september 1987                                   | Joegoslavië – Finland                              | 5 – 0                                              | OS-kwalificatie                                    |                                                    |
| Als speler van Dundee United                       |                                                    |                                                    |                                                    |                                                    |                                                    |
| 6                                                  | 12 januari 1988                                    | Finland – Tsjecho-Slowakije                        | 2 – 0                                              | Oefeninterland                                     | 14' (pen.)                                         |
| 7                                                  | 19 mei 1988                                        | Finland – Colombia                                 | 1 – 3                                              | Oefeninterland                                     |                                                    |
| 8                                                  | 31 mei 1988                                        | Oostenrijk – Finland                               | 0 – 2                                              | OS-kwalificatie                                    |                                                    |
| 9                                                  | 4 augustus 1988                                    | Finland – Bulgarije                                | 1 – 1                                              | Oefeninterland                                     |                                                    |
| 10                                                 | 17 augustus 1988                                   | Finland – Sovjet-Unie                              | 0 – 0                                              | Oefeninterland                                     |                                                    |
| 11                                                 | 31 augustus 1988                                   | Finland – West-Duitsland                           | 0 – 4                                              | WK-kwalificatie                                    |                                                    |
| 12                                                 | 19 oktober 1988                                    | Wales – Finland                                    | 2 – 2                                              | WK-kwalificatie                                    | 45'                                                |
| 13                                                 | 11 januari 1989                                    | Egypte – Finland                                   | 2 – 1                                              | Oefeninterland                                     | 14'                                                |
| 14                                                 | 31 mei 1989                                        | Finland – Nederland                                | 0 – 1                                              | WK-kwalificatie                                    |                                                    |
| 15                                                 | 6 september 1989                                   | Finland – Wales                                    | 1 – 0                                              | WK-kwalificatie                                    |                                                    |
| 16                                                 | 4 oktober 1989                                     | West-Duitsland – Finland                           | 6 – 1                                              | WK-kwalificatie                                    |                                                    |
| 17                                                 | 15 november 1989                                   | Nederland – Finland                                | 3 – 0                                              | WK-kwalificatie                                    |                                                    |
| 18                                                 | 16 mei 1990                                        | Ierland – Finland                                  | 1 – 1                                              | Oefeninterland                                     |                                                    |
| 19                                                 | 27 mei 1990                                        | Zweden – Finland                                   | 6 – 0                                              | Oefeninterland                                     |                                                    |
| 20                                                 | 29 augustus 1990                                   | Finland – Tsjecho-Slowakije                        | 1 – 1                                              | Oefeninterland                                     |                                                    |
| 21                                                 | 12 september 1990                                  | Finland – Portugal                                 | 0 – 0                                              | EK-kwalificatie                                    |                                                    |
| 22                                                 | 11 november 1990                                   | Tunesië – Finland                                  | 1 – 2                                              | Oefeninterland                                     | 43'                                                |
| 23                                                 | 25 november 1990                                   | Malta – Finland                                    | 1 – 1                                              | EK-kwalificatie                                    |                                                    |
| 24                                                 | 13 maart 1991                                      | Polen – Finland                                    | 1 – 1                                              | Oefeninterland                                     | 20'                                                |
| 25                                                 | 17 april 1991                                      | Nederland – Finland                                | 2 – 0                                              | EK-kwalificatie                                    |                                                    |
| 26                                                 | 16 mei 1991                                        | Finland – Malta                                    | 2 – 0                                              | EK-kwalificatie                                    |                                                    |
| 27                                                 | 5 juni 1991                                        | Finland – Nederland                                | 1 – 1                                              | EK-kwalificatie                                    |                                                    |
| 28                                                 | 11 september 1991                                  | Portugal – Finland                                 | 1 – 0                                              | EK-kwalificatie                                    |                                                    |
| 29                                                 | 9 oktober 1991                                     | Finland – Griekenland                              | 1 – 1                                              | EK-kwalificatie                                    |                                                    |
| 30                                                 | 30 oktober 1991                                    | Griekenland – Finland                              | 2 – 0                                              | EK-kwalificatie                                    |                                                    |
| 31                                                 | 25 maart 1992                                      | Schotland – Finland                                | 1 – 1                                              | Oefeninterland                                     |                                                    |
| Als speler van Aberdeen                            |                                                    |                                                    |                                                    |                                                    |                                                    |
| 32                                                 | 26 augustus 1992                                   | Finland – Polen                                    | 0 – 0                                              | Oefeninterland                                     |                                                    |
| 33                                                 | 9 september 1992                                   | Finland – Zweden                                   | 0 – 1                                              | WK-kwalificatie                                    |                                                    |
| 34                                                 | 14 november 1992                                   | Frankrijk – Finland                                | 2 – 1                                              | WK-kwalificatie                                    |                                                    |
| 35                                                 | 13 april 1993                                      | Polen – Finland                                    | 2 – 1                                              | Oefeninterland                                     | 18'                                                |
| 36                                                 | 28 april 1993                                      | Bulgarije – Finland                                | 2 – 0                                              | WK-kwalificatie                                    |                                                    |
| 37                                                 | 13 mei 1993                                        | Finland – Oostenrijk                               | 3 – 1                                              | WK-kwalificatie                                    |                                                    |
| 38                                                 | 16 juni 1993                                       | Finland – Israël                                   | 0 – 0                                              | WK-kwalificatie                                    |                                                    |
| 39                                                 | 25 augustus 1993                                   | Oostenrijk – Finland                               | 3 – 0                                              | WK-kwalificatie                                    |                                                    |
| 40                                                 | 8 september 1993                                   | Finland – Frankrijk                                | 0 – 2                                              | WK-kwalificatie                                    |                                                    |
| Als speler van Bolton Wanderers                    |                                                    |                                                    |                                                    |                                                    |                                                    |
| 41                                                 | 17 augustus 1994                                   | Denemarken – Finland                               | 2 – 1                                              | Oefeninterland                                     |                                                    |
| 42                                                 | 7 september 1994                                   | Finland – Schotland                                | 0 – 2                                              | EK-kwalificatie                                    |                                                    |
| 43                                                 | 12 oktober 1994                                    | Griekenland – Finland                              | 4 – 0                                              | EK-kwalificatie                                    |                                                    |
| 44                                                 | 16 november 1994                                   | Finland – Faeröer                                  | 5 – 0                                              | EK-kwalificatie                                    | 75' 85'                                            |
| 45                                                 | 14 december 1994                                   | Finland – San Marino                               | 4 – 1                                              | EK-kwalificatie                                    | 24' 30' 86' 90'                                    |
| 46                                                 | 26 april 1995                                      | Faeröer – Finland                                  | 0 – 4                                              | EK-kwalificatie                                    | 75'                                                |
| 47                                                 | 31 mei 1995                                        | Finland – Denemarken                               | 0 – 1                                              | Oefeninterland                                     |                                                    |
| 48                                                 | 11 juni 1995                                       | Finland – Griekenland                              | 2 – 1                                              | EK-kwalificatie                                    |                                                    |
| 49                                                 | 16 augustus 1995                                   | Finland – Rusland                                  | 0 – 6                                              | EK-kwalificatie                                    |                                                    |
| 50                                                 | 2 april 1997                                       | Azerbeidzjan – Finland                             | 1 – 2                                              | WK-kwalificatie                                    | 64'                                                |
| Als speler van Wolverhampton Wanderers             |                                                    |                                                    |                                                    |                                                    |                                                    |
| 51                                                 | 20 augustus 1997                                   | Finland – Noorwegen                                | 0 – 4                                              | WK-kwalificatie                                    |                                                    |
| 52                                                 | 6 september 1997                                   | Zwitserland – Finland                              | 1 – 2                                              | WK-kwalificatie                                    |                                                    |
| 53                                                 | 11 oktober 1997                                    | Finland – Hongarije                                | 1 – 1                                              | WK-kwalificatie                                    |                                                    |
| 54                                                 | 25 maart 1998                                      | Malta – Finland                                    | 0 – 2                                              | Oefeninterland                                     |                                                    |
| 55                                                 | 22 april 1998                                      | Schotland – Finland                                | 1 – 1                                              | Oefeninterland                                     |                                                    |
| 56                                                 | 27 mei 1998                                        | Finland – Duitsland                                | 0 – 0                                              | Oefeninterland                                     |                                                    |
| 57                                                 | 5 juni 1998                                        | Finland – Frankrijk                                | 0 – 1                                              | Oefeninterland                                     |                                                    |
| 58                                                 | 19 augustus 1998                                   | Slowakije – Finland                                | 0 – 0                                              | Oefeninterland                                     |                                                    |
| 59                                                 | 5 september 1998                                   | Finland – Moldavië                                 | 3 – 2                                              | EK-kwalificatie                                    | 63'                                                |
| Als speler van Hibernian                           |                                                    |                                                    |                                                    |                                                    |                                                    |
| 60                                                 | 10 oktober 1998                                    | Noord-Ierland – Finland                            | 1 – 0                                              | EK-kwalificatie                                    |                                                    |
| 61                                                 | 14 oktober 1998                                    | Turkije – Finland                                  | 1 – 3                                              | EK-kwalificatie                                    | 6'                                                 |
| 62                                                 | 31 maart 1999                                      | Duitsland – Finland                                | 2 – 0                                              | EK-kwalificatie                                    |                                                    |
| 63                                                 | 28 april 1999                                      | Slovenië – Finland                                 | 1 – 1                                              | Oefeninterland                                     | 22' (pen.)                                         |
| 64                                                 | 5 juni 1999                                        | Finland – Turkije                                  | 2 – 4                                              | EK-kwalificatie                                    | 14'                                                |
| 65                                                 | 9 juni 1999                                        | Moldavië – Finland                                 | 0 – 0                                              | EK-kwalificatie                                    |                                                    |
| 66                                                 | 18 augustus 1999                                   | België – Finland                                   | 3 – 4                                              | Oefeninterland                                     |                                                    |
| 67                                                 | 9 oktober 1999                                     | Finland – Noord-Ierland                            | 4 – 1                                              | EK-kwalificatie                                    |                                                    |
| 68                                                 | 29 maart 2000                                      | Wales – Finland                                    | 1 – 2                                              | Oefeninterland                                     |                                                    |
| 69                                                 | 26 april 2000                                      | Polen – Finland                                    | 0 – 0                                              | Oefeninterland                                     |                                                    |
| 70                                                 | 3 juni 2000                                        | Letland – Finland                                  | 1 – 0                                              | Oefeninterland                                     |                                                    |

## Trainerscarrière
Na zijn afscheid in 2005 stapte Paatelainen het trainersvak in. Hij werd manager van de Schotse club Cowdenbeath FC, die hij naar het kampioenschap leidde in de Scottish Football League Third Division, met promotie tot gevolg. Na een seizoen van coaching in zijn geboorteland Finland bij TPS Turku keerde hij terug naar Schotland als manager van Hibernian. Hij verliet die club met wederzijds goedvinden na achttien maanden. Na een jaar afwezigheid uit het voetbal werd Paatelainen benoemd tot manager van Kilmarnock. Op 31 maart 2011 werd de voormalige aanvaller benoemd als bondscoach van het Fins voetbalelftal. Paatelainen volgde Stuart Baxter op. De Schot vertrok op 9 november 2010 na een reeks teleurstellende prestaties. De Finse voetbalbond ontsloeg Paatelainen op 14 juni 2015, nadat vier opeenvolgende EK-kwalificatiewedstrijden werden verloren. Tussen juni 2011 en juni 2015 stond hij uiteindelijk in totaal bij 45 interlands langs het veld. Zestien keer werd gewonnen, achttien maal verloor Finland. Hij werd opgevolgd door de Zweed Hans Backe.

## Erelijst
FC Haka
- Suomen Cup

1985
 Hibernian
- Scottish Football League First Division

1999